# Marynia
Marynia – polski film obyczajowy, który został zmontowany z materiałów serialu telewizyjnego Rodzina Połanieckich na kanwie powieści Henryka Sienkiewicza pt. Rodzina Połanieckich.
Treść fabuły stanowią losy Stanisława Połanieckiego, jego sprawy zawodowe oraz uczucie do Maryni Pławickiej i historia ich związku. Akcja rozgrywa się pod koniec XIX wieku. Zdjęcia kręcono w Warszawie i Łodzi.

## Obsada
- Andrzej May – Stanisław Połaniecki
- Anna Nehrebecka – Marynia Pławicka, później Połaniecka
- Jan Englert – Hipolit Apolinary Maszko
- Andrzej Seweryn – Edward Bukacki
- Bronisław Pawlik – profesor Waskowski
- Czesław Wołłejko – Pławicki, ojciec Maryni
- Alicja Jachiewicz – Teresa Krasławska, później Maszko, żona Hipolita
- Irena Malkiewicz – Krasławska, matka Teresy
- Andrzej Chrzanowski – Bigiel, wspólnik Połanieckiego
- Teresa Lipowska – Bigielowa
- Aleksander Fogiel – Jan, woźny w firmie Połanieckiego
- Stefan Paska – Filipek, służący Połanieckiego
- Anna Milewska – Emilia Chwastowska, matka Litki
- Joanna Witter – Litka Chwastowska
- Andrzej Głoskowski – Wilkowski, sekundant
- Wiesława Grochowska – Janiszowa
- Krystyna Janda – Christina
- Eugeniusz Wałaszek – uczestnik licytacji
- Stanisław Jaroszyński – interesant
- Leonard Pietraszak – malarz Świrski
- Henryk Machalica – Janisz
- Andrzej Precigs – Ignacy Zawiłowski, poeta, pracownik firmy Połanieckiego
- Ewa Żukowska – Lineta Castelli, żona Ignacego Zawiłowskiego
- Andrzej Szalawski – Zawiłowski
- Hanna Okuniewicz – Helena, córka Zawiłowskiego
- Krystyna Chmielewska – Ratkowska, kuzynka Osnowskiego
- Piotr Wysocki – Józef Osnowski
- Ewa Szykulska – Aneta Osnowska
- Marek Barbasiewicz – Kopowski
- Edward Żentara – służący w Krzemieniu

## Odniesienia
W odcinki 3 „Mgiełka” serialu pt. Jan Serce z 1981 odwiedzający biuro matrymonialne główny bohater opisując idealną dla siebie partnerkę mówi, aby była podobna do Maryni Połanieckiej. Wcielająca się w rolę tej postaci aktora Anna Nehrebecka wystąpiła także w serialu Jan Serce.